# はばたけ黄金の翼よ
宝塚ロマン『はばたけ黄金の翼よ』（はばたけおうごんのつばさよ）は宝塚歌劇団のミュージカル作品。雪組公演。原作は粕谷紀子・作『風のゆくえ』（週刊『セブンティーン』連載（集英社））1985年、本公演当初、風のゆくえ(漫画文庫1980年)、コバルト文庫ノベライズ版→風のゆくえ再会編(セブンティーンコミックス1985年)→総集編(SGコミックス)→現在、全3巻(電子書籍にて)。宝塚・東京は22場（本公演）。宝塚・東京における本公演の併演作品は『花夢幻』、1985年の地方公演は『フル・ビート』。脚本・演出は阿古健。宝塚・東京は麻実れいのさよなら公演であった。
2019年の全国ツアーの併演作品は『Music Revolution!』。

## 公演期間と公演場所
- 1985年1月1日 - 2月12日[1]（新人公演：1月22日[4]）　宝塚大劇場
- 1985年4月4日 - 4月29日[2]（新人公演：4月16日[4]）　東京宝塚劇場
- 1985年9月3日・新潟、4日・前橋、6日・金沢、7日・松任、8日・鯖江、10日・甲府、11日・昭島、13日・瀬戸、14日・静岡、15日・豊田、16日・刈谷、18日・町田、19日・浜松、21日・武蔵村山、22日・仙台、23日・習志野、24日・調布　（地方公演[3]）
- 2019年10月12日〜14日・川崎、17日・桐生、19日・川越、20日・川口、22日・新潟、24日・長野、26日〜27日・静岡、29日・日進、30日・豊田、31日・三重、11月2日・彦根、3日〜4日・羽島、6日・倉敷、8日〜10日・大阪

## ストーリー
※宝塚公演のもの
時は中世の北イタリア。隣国・ボルツァーノと覇権を争うイル・ラーゴの領主ヴィットリオは、ボルツァーノの新領主となったジュリオが提案した和平の条件、ジュリオの異母妹・クラリーチェとの結婚を要求する。結婚式の夜、クラリーチェはすきを見てヴィットリオに短剣をむける。敵同士の二人が真の愛により結ばれるまでの物語。

## 主な楽曲
- ああ君を愛す
- 栄光のアラドーロ
- 輝ける明日
- クラリーチェの嘆き
- はばたけ黄金の翼よ
- ヴィットリオのために

（作詞：阿古 健 作曲：寺田瀧雄）

## スタッフ
宝塚・東京　※氏名の後ろに「宝塚」「東京」の文字がなければ両劇場共通。
- 作曲・編曲：寺田瀧雄[1]・高橋城[1]
- 音楽指揮：橋本和明（宝塚）[1]、北沢達雄（東京）[2]
- 振付[1]：喜多弘・羽山紀代美
- フラッグ振付：山本富男[1]
- 擬闘：金田治[1]
- 衣装：任田幾英[1]
- 装置[1]：石浜日出雄・関谷敏昭
- 照明：今井直次[1]
- 小道具：榎本満春[1]
- 効果：川ノ上智洋[1]
- 音響監督：松永浩志[1]
- 演出監督：美吉左久子[1]
- 演出助手[1]：谷正純・日比野桃子
- 制作：武井泰治[1]
- 製作担当：横山美次（東京）[2]

## 主な配役

### 宝塚・東京 (1985年・配役)
下記のデータは宝塚・東京両劇場共通。「（）」は新人公演・配役。
- ヴィットリオ・アラドーロ - 麻実れい[1]（杜けあき[4]）
- ファルコ・ルッカ - 平みち[1]（古代みず希[4]）
- ジュリオ・デル・カンポ - 杜けあき[1]（明都ゆたか[4]）
- クラリーチェ・デル・カンポ - 一路万輝[1]（紫とも[4]）
- グリエルモ伯爵 - 尚すみれ[1]（文月玲[4]）
- アルベルト伯爵 - 真咲佳子[1]（光木裕[4]）
- ルッカ伯爵 - 沙羅けい[1]（名月かなで[4]）
- ジョバンニ - 北斗ひかる[1]（高嶺ふぶき[4]）
- ロレンツォ - 青樹りょう[1]
- アントニオ - 千城恵[1]
- ロドミア - 草笛雅子[1]（立原かえ[4]）
- レオノーラ - 美風りざ[1]
- エリザベート - 北いずみ[1]
- カタリーナ - 鳩笛真希[1]（美月亜優[4]）
- ビアンカ - 毬谷友子[1]
- サンドラ - 銀あけみ[1]
- シントラ - 晃みやび[1]（早原みゆ紀[4]）

---
- ノビーレの男、ドルチェS、紳士 - 麻実れい[1]
- ノビーレの男、紳士 - （杜けあき[4]）
- ドルチェ、歌手 - 平みち[1]・杜けあき[1]
- 歌手 - 毬谷友子[1]
- ノビーレの女 - 一路万輝[1]（紫とも[4]）
- ドルチェS[4] - （安輝ひさと・一路万輝・高嶺ふぶき）

### 地方公演 (1985年・配役)
- ヴィットリオ - 平みち[3]
- クラリーチェ - 神奈美帆[3]
- ファルコ - 杜けあき[3]
- ジュリオ - 北斗ひかる[3]
- ロドミア - 北いずみ[3]
- グリエルモ伯 - 尚すみれ[3]

### 全国ツアー (2019年・配役)
- ヴィットリオ - 望海風斗
- クラリーチェ - 真彩希帆
- ファルコ - 朝美絢
- ジュリオ - 永久輝せあ
- ロドミア - 朝月希和
- グリエルモ伯爵 - 久城あす